# Ліпова (Ниський повіт)
Ліпова (пол. Lipowa, нім. Lindenwiese) — село в Польщі, у гміні Ниса Ниського повіту Опольського воєводства.
Населення — 445 осіб (2011).
У 1975-1998 роках село належало до Опольського воєводства.

## Демографія
Демографічна структура станом на 31 березня 2011 року:
|          | Загалом | Допрацездатний вік | Працездатний вік | Постпрацездатний вік |
| -------- | ------- | ------------------ | ---------------- | -------------------- |
| Чоловіки | 235     | 40                 | 172              | 23                   |
| Жінки    | 210     | 41                 | 121              | 48                   |
| Разом    | 445     | 81                 | 293              | 71                   |